# Wilhelm Weygandt

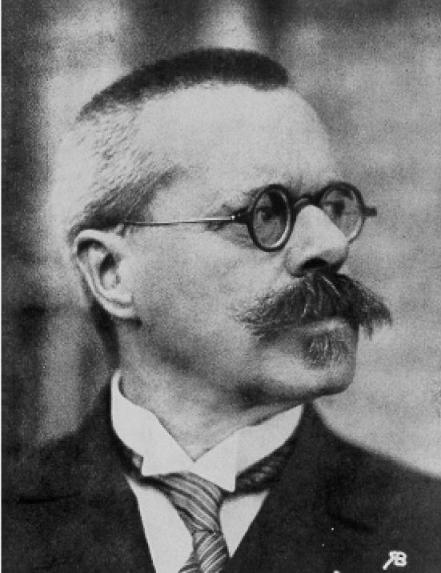
Wilhelm Weygandt

Wilhelm Christian Jakob Karl Weygandt (ur. 30 września 1870 w Wiesbaden, zm. 22 stycznia 1939 tamże) – niemiecki lekarz psychiatra, w latach 1908–1934 dyrektor zakładu psychiatrycznego w Hamburgu, Staatskrankenanstalt Friedrichsberg. Od 1919 do 1934 profesor zwyczajny psychiatrii na Uniwersytecie w Hamburgu. Zajmował się głównie psychiatrią dzieci i młodzieży, psychologią doświadczalną, medycyną sądową, higieną psychiczną i rasową.

## Życiorys
Syn kupca Wilhelma Weygandta i jego żony Elise. Po maturze w 1889 roku studiował filologię germańską, filozofię i teologię na Uniwersytecie w Strasburgu. W semestrze letnim 1891 zmienił kierunek studiów na filozofię, pedagogikę i filologię germańską na Uniwersytecie w Lipsku. W 1892 rozpoczął studia medyczne.
W 1893 otrzymał tytuł doktora filozofii po przedstawieniu dysertacji Entstehung der Träume sporządzonej pod kierunkiem Wilhelma Wundta. Kontynuował studia medyczne we Fryburgu, Berlinie i Heidelbergu. W 1896 otrzymał tytuł doktora medycyny w Würzbugu u Konrada Riegera, po przedstawieniu pracy Histologie der Syphilis des Zentralnervensystems. Od 1897 do 1899 był asystentem Emila Kraepelina w Heidelbergu. W 1899 habilitował się pod kierunkiem Riegera (Über die Mischzustände des manisch-depressiven Irreseins). W 1904 mianowany profesorem nadzwyczajnym; w 1908 dyrektorem zakładu psychiatrycznego Friedrichsberg w Hamburgu. Nie chcąc porzucać tego zakładu, w 1912 i 1916 odrzucił oferty katedr w Greifswaldzie i Rostocku. W latach I wojny światowej prowadził dodatkowo oddział dla chorych umysłowo żołnierzy. W 1919 mianowany profesorem psychiatrii na nowo utworzonym Uniwersytecie w Hamburgu.
Jego uczniami byli Hermann Josephy, Victor Kafka, Walter Rudolf Kirschbaum, Albrecht Langelüddeke i Friedrich Meggendorfer.
Weygandt miał poglądy liberalne i nacjonalistyczne. Od 1919 do 1928 należał do Niemieckiej Partii Demokratycznej. Od 1931 należał do masonerii. Przejęcie władzy przez nazistów w 1933 przywitał z zadowoleniem, 15 maja 1933 złożył wniosek o członkostwo w NSDAP (został on jednak odrzucony). Mimo tych sympatii spotykał się z zarzutami o brak „narodowosocjalistycznych instynktów” i sprzyjanie Żydom. Przypuszcza się, że za sprawą tych oskarżeń odwołano wcześniej zatwierdzone przedłużenie prawa Weygandta do wykładania na uczelni. W 1937 wrócił do rodzinnego Wiesbaden. W ostatnich latach życia nasiliła się jego astma, na którą cierpiał już od lat studenckich. Zmarł 22 lutego 1939.

## Dorobek naukowy
Prace naukowe Weygandta dotyczyły wielu zagadnień: snu, zaburzeń wzrostu, zaburzeń hormonalnych, neurastenii, afazji, kiły, idiotyzmu. Był autorem podręczników psychiatrii ogólnej, diagnostyki, psychiatrii dziecięcej i medycyny sądowej. Liczba jego publikacji sięga 600; wśród nich jest także komedia w górnobawarskim dialekcie i trzy tomy poezji.
W wielu pracach dał wyraz swojemu poparciu dla idei higieny rasowej i eugeniki. Opowiadał się za zakazem małżeństwa lub przymusową sterylizacją genetycznie obciążonych osobników.

## Wybrane prace
- Entstehung der Träume. Leipzig: Druck v. Grübel & Sommerlatte, 1893.
- Über die Mischzustände des manisch-depressiven Irreseins. Ein Beitrag zur klinischen Psychiatrie. München: Lehmann, 1899.
- Die Behandlung idiotischer und imbeciller Kinder in ärztlicher und pädagogischer Beziehung. Würzburg: A. Stuber, 1900.
- Atlas und Grundriss der Psychiatrie. München: Lehmann, 1902.
- Der heutige Stand der Lehre vom Kretinismus. Halle a. S.: Marhold, 1904.
- Leicht abnorme Kinder. Halle a.S.: Marhold, 1905.
- Märchen. Spiel in 2 Akten. Würzburg, [ca. 1905]
- Über Idiotie. Referat, erstattet auf der Jahresversammlung des Deutschen Vereins für Psychiatrie, Dresden, 28. April 1905. Halle: Marhold, 1906.
- Die abnormen Charaktere bei Ibsen. Wiesbaden: Bergmann, 1907.
- Forensische Psychiatrie. Leipzig: Göschen, 1908-1922.
- Abnorme Charaktere in der dramatischen Literatur. Shakespeare, Goethe, Ibsen, Gerhart Hauptmann. Hamburg [u.a.]: Voss, 1910.
- Handbuch der Psychiatrie. Spezieller Teil, Abt. 2, H. 2: Idiotie und Imbezillität. Die Gruppe der Defektzustände des Kindesalters. 1915.
- Psychiatrische Gutachtertätigkeit im Kriege. In: Jahreskurse für ärztliche Fortbildung, Mai 1917, S.22-79.
- Über Psychologie und Psychopathologie der kriegführenden Völker (Nach einem Vortrag Ende 1916). Leipzig: Voss, 1917.
- Erkennung der Geistesstörungen. (Psychiatrische Diagnostik). München: Lehmann, 1920.
- Friedrichsberg: Staatskrankenanstalt und psychiatrische Universitätsklinik in Hamburg. Ein Beitrag zur Krankenanstaltsbehandlung und Fürsorge psychisch Kranker und Nervenleidender. Hamburg: Meißner, 1922.
- Von den Alpen zur Atlantis. Hamburg: Meissner, 1925.
- Psychologie und Psychiatrie. In: Die Aufgaben der Psychologie an den deutschen Hochschulen (1932), S.66-68
- Talentierte Schwachsinnige und ihre erbgesetzliche Bedeutung. Münchner Medizinische Wochenschrift 85, 1-2, ss. 12-16, 61-64, 1938
- Lehrbuch der Nerven- und Geisteskrankheiten. Halle a.S. 1935; 2. neub. Aufl. 1952.
- Der jugendliche Schwachsinn. Stuttgart: Enke, 1936.